# هانك روبنسون
هانك روبنسون (بالإنجليزية: Hank Robinson)‏ هو لاعب كرة قاعدة أمريكي، ولد في 16 أغسطس 1887 في Floyd, Arkansas ‏ في الولايات المتحدة، وتوفي في 3 يوليو 1965 في نورث ليتل روك في الولايات المتحدة.

## وصلات خارجية
- هانك روبنسون على موقعبيزبول رفرنس.كوم (الدوري الرئيسي) (الإنجليزية)
- هانك روبنسون على موقعبيزبول رفرنس.كوم (الدوري الثانوي) (الإنجليزية)